# جم (کانزاس)
جم (به انگلیسی: Gem) شهری در ایالت کانزاس کشور ایالات متحده آمریکا است که جمعیت آن در سرشماری سال ۲۰۱۰ میلادی، ۸۸ نفر بوده‌است.